# Rudolf von Seelhorst (General, 1833)
Alexander Wilhelm Ludwig Rudolf von Seelhorst (* 11. Juni 1833 in Münster; † 18. November 1901 in Naumburg (Saale)) war ein preußischer Generalmajor.

## Leben

### Herkunft
Rudolf von Seelhorst war ein Sohn des preußischen Oberstleutnants August von Seelhorst (1783–1857) und dessen Ehefrau Charlotte, geborene Gericke (1793–1848).

### Militärkarriere
Nach dem Besuch der Realschule und des Kadettenhauses in Berlin wurde Seelhorst am 26. April 1851 als charakterisierter Portepeefähnrich dem Kaiser Alexander Grenadier-Regiment der Preußischen Armee überwiesen. Am 25. November 1851 erhielt er das Patent zu seinem Dienstgrad, avancierte Mitte Dezember 1852 zum überzähligen Sekondeleutnant und wurde Anfang Mai 1853 in den Etat eingereiht. Vom 27. Mai bis zum 22. Juni 1858 war er zur Garde-Pionier-Abteilung kommandiert. Am 15. November 1860 stieg er zum Premierleutnant auf und ab Mai 1864 war er als Kompanieführer zur Unteroffizierschule in Jülich kommandiert. Im Krieg gegen Österreich führte Seelhorst 1866 als Hauptmann und Chef die 11. Kompanie seines Stammregiment bei Soor und Königgrätz.
Bei der Mobilmachung anlässlich des Krieges gegen Frankreich wurde er am 20. Juli 1870 als Kompanieführer zum I. Bataillon im Garde-Grenadier-Landwehr-Regiment Nr. 1 in Görlitz kommandiert und nahm in dieser Eigenschaft an den Belagerungen von Straßburg und Paris sowie der Schlacht am Mont Valérien teil. 
Ausgezeichnet mit dem Eisernen Kreuz II. Klasse kehrte Seelhorst nach dem Vorfrieden von Versailles am 24. März 1871 in sein Stammregiment zurück. Zwei Monate nach seiner Beförderung zum Major wurde er am 16. Oktober 1873 in den Stab des in Celle stationierten 2. Hannoverschen Infanterie-Regiments Nr. 77 versetzt. Anfang April 1877 erhielt er das Kommando über das I. Bataillon, Mitte September 1880 wurde er Oberstleutnant und am 15. November 1883 rückte er zum etatmäßigen Stabsoffizier auf. Am 15. April 1884 erfolgte seine Ernennung zum Kommandeur des Grenadier-Regiments „Prinz Carl von Preußen“ (2. Brandenburgisches) Nr. 12 in Frankfurt (Oder) und Mitte Mai 1884 die Beförderung zum Oberst. Unter Verleihung des Charakters als Generalmajor wurde Seelhorst am 2. August 1888 mit Pension zur Disposition gestellt. Nach seiner Verabschiedung würdigte ihn Kaiser Wilhelm II. anlässlich des Ordensfestes im Januar 1896 mit dem Kronen-Orden II. Klasse. Er starb am 18. November 1901 in Naumburg.

### Familie
Seelhorst heiratete am 9. Juni 1878 in Aachen Katharina Sommer (* 1858), eine Tochter des Stadtverordneten und Direktors der Aachen-Maastrichter Eisenbahn-Gesellschaft Martin Hubert Sommer. Aus der Ehe gingen die Kinder Rudolf (1879–1893), Paula (* 1881) und Eduard (*/† 1882) hervor.